# Куп Србије у одбојци 2021/22.
Куп Србије у одбојци 2021/22. је шеснаесто такмичење организовано под овим називом од стране Одбојкашког савеза Србије.

## Учесници
- Борац, Параћин
- Борац, Старчево
- Војводина НС семе, Нови Сад
- Јединство, Стара Пазова
- Карађорђе, Топола
- Косовска Митровица, Косовска Митровица
- Металац Таково, Горњи Милановац
- Млади радник, Пожаревац
- Ниш, Ниш
- Нови Пазар, Нови Пазар
- Партизан Сокербет, Београд
- Раднички доо, Крагујевац
- Рибница, Краљево
- Спартак, Љиг
- Спартак, Суботица
- Црвена звезда, Београд

## Календар такмичења
- Осмина финала: 19—20. октобар 2021.
- Четвртфинале: 27. октобар и 2—3. новембар 2021.
- Полуфинале: 24. новембар и 7. децембар 2021.
- Финале: 6. март 2022.

## Осмина финала
Жреб парова осмине финала Купа Србије у сезони 2021/22. одржан је 4. октобра 2021. године. Претходно су за домаћине утакмица одређени Војводина НС семе, Рибница, Ниш, Раднички доо, Спартак Суботица, Партизан Сокербет, Млади радник и Црвена звезда.
У осмини финала се игра једна утакмица.
| Датум и време       |                   | Резултат       |                        | Сетови  | Сетови  | Сетови  | Сетови  | Сетови |
| Датум и време       | 1.                | Резултат       | 2.                     | 3.      | 4.      | 5.      |         |        |
| ------------------- | ----------------- | -------------- | ---------------------- | ------- | ------- | ------- | ------- | ------ |
| 19. 10. 2021. 15:30 | Партизан Сокербет | 3 : 1 Извештај | Металац Таково         | 25 : 23 | 25 : 18 | 18 : 25 | 25 : 22 |        |
| 19. 10. 2021. 18:00 | Млади радник      | 3 : 1 Извештај | Борац Старчево         | 25 : 23 | 25 : 9  | 22 : 25 | 25 : 17 |        |
| 19. 10. 2021. 18:00 | Војводина НС семе | 3 : 0 Извештај | Спартак Љиг            | 25 : 10 | 25 : 16 | 27 : 25 |         |        |
| 19. 10. 2021. 19:00 | Рибница           | 3 : 1 Извештај | Нови Пазар             | 25 : 22 | 24 : 26 | 25 : 16 | 25 : 20 |        |
| 19. 10. 2021. 20:00 | Црвена звезда     | 3 : 0 Извештај | Борац Параћин          | 25 : 17 | 25 : 9  | 25 : 15 |         |        |
| 19. 10. 2021. 20:00 | Ниш               | 3 : 1 Извештај | Карађорђе              | 25 : 20 | 22 : 25 | 25 : 23 | 25 : 21 |        |
| 20. 10. 2021. 18:00 | Раднички доо      | 3 : 0 Извештај | Косовска Митровица     | 25 : 13 | 25 : 7  | 25 : 15 |         |        |
| 20. 10. 2021. 19:00 | Спартак Суботица  | 3 : 2 Извештај | Јединство Стара Пазова | 5 : 25  | 20 : 25 | 25 : 19 | 25 : 19 | 15 : 8 |

## Четвртфинале
Жреб парова четвртфинала Купа Србије у сезони 2021/22. одржан је 19. октобра 2021. године.
У четвртфиналу се играју две утакмице (једна на домаћем и једна на гостујућем терену). У случају да противници остваре по једну победу, полуфиналисту одређује бољи сет количник. Уколико је и сет количник исти, победник двомеча је клуб који је остварио поен количник. Ако су противници изједначени и по поен количнику, победник се добија одигравањем златног сета.
| Датум и време       |               | Резултат       |               | Сетови  | Сетови  | Сетови  | Сетови | Сетови |
| Датум и време       | 1.            | Резултат       | 2.            | 3.      | 4.      | 5.      |        |        |
| ------------------- | ------------- | -------------- | ------------- | ------- | ------- | ------- | ------ | ------ |
| 27. 10. 2021. 18:30 | Црвена звезда | 3 : 0 Извештај | Ниш           | 25 : 9  | 25 : 20 | 25 : 17 |        |        |
| 3. 11. 2021. 20:00  | Ниш           | 0 : 3 Извештај | Црвена звезда | 18 : 25 | 21 : 25 | 21 : 25 |        |        |

- Црвена звезда се са две победе пласирала у полуфинале.[3]

| Датум и време       |              | Резултат       |              | Сетови  | Сетови  | Сетови  | Сетови  | Сетови |
| Датум и време       | 1.           | Резултат       | 2.           | 3.      | 4.      | 5.      |         |        |
| ------------------- | ------------ | -------------- | ------------ | ------- | ------- | ------- | ------- | ------ |
| 27. 10. 2021. 19:00 | Млади радник | 3 : 0 Извештај | Рибница      | 27 : 25 | 25 : 23 | 25 : 17 |         |        |
| 2. 11. 2021. 19:00  | Рибница      | 3 : 1 Извештај | Млади радник | 25 : 19 | 23 : 25 | 25 : 22 | 25 : 13 |        |

- Млади радник се на основу бољег сет количника пласирао у полуфинале.[4]

| Датум и време       |                   | Резултат       |                   | Сетови  | Сетови  | Сетови  | Сетови  | Сетови |
| Датум и време       | 1.                | Резултат       | 2.                | 3.      | 4.      | 5.      |         |        |
| ------------------- | ----------------- | -------------- | ----------------- | ------- | ------- | ------- | ------- | ------ |
| 27. 10. 2021. 19:00 | Спартак Суботица  | 1 : 3 Извештај | Војводина НС семе | 18 : 25 | 25 : 21 | 24 : 26 | 21 : 25 |        |
| 3. 11. 2021. 17:30  | Војводина НС семе | 3 : 0 Извештај | Спартак Суботица  | 25 : 17 | 25 : 17 | 25 : 15 |         |        |

- Војводина НС семе се са две победе пласирала у полуфинале.[5]

| Датум и време      |                   | Резултат       |                   | Сетови  | Сетови  | Сетови  | Сетови  | Сетови  |
| Датум и време      | 1.                | Резултат       | 2.                | 3.      | 4.      | 5.      |         |         |
| ------------------ | ----------------- | -------------- | ----------------- | ------- | ------- | ------- | ------- | ------- |
| 2. 11. 2021. 18:00 | Партизан Сокербет | 3 : 2 Извештај | Раднички доо      | 25 : 22 | 29 : 31 | 25 : 14 | 23 : 25 | 16 : 14 |
| 9. 11. 2021. 18:00 | Раднички доо      | 1 : 3 Извештај | Партизан Сокербет | 22 : 25 | 22 : 25 | 25 : 23 | 21 : 25 |         |

- Партизан Сокербет се са две победе пласирао у полуфинале.[6]

## Полуфинале
Жреб парова полуфинала Купа Србије у сезони 2021/22. одржан је 18. новембра 2021. године.
У полуфиналу се играју две утакмице (једна на домаћем и једна на гостујућем терену). У случају да противници остваре по једну победу, финалисту одређује бољи сет количник. Уколико је и сет количник исти, победник двомеча је клуб који је остварио бољи поен количник. Ако су противници изједначени и по поен количнику, победник се добија одигравањем златног сета.
| Датум и време       |               | Резултат       |               | Сетови  | Сетови  | Сетови  | Сетови  | Сетови |
| Датум и време       | 1.            | Резултат       | 2.            | 3.      | 4.      | 5.      |         |        |
| ------------------- | ------------- | -------------- | ------------- | ------- | ------- | ------- | ------- | ------ |
| 24. 11. 2021. 19:00 | Млади радник  | 1 : 3 Извештај | Црвена звезда | 24 : 26 | 23 : 25 | 25 : 23 | 22 : 25 |        |
| 7. 12. 2021. 19:00  | Црвена звезда | 1 : 3 Извештај | Млади радник  | 22 : 25 | 28 : 30 | 29 : 27 | 18 : 25 |        |

- Млади радник се на основу бољег поен количника пласирао у финале.[8]

| Датум и време       |                   | Резултат       |                   | Сетови  | Сетови  | Сетови  | Сетови | Сетови |
| Датум и време       | 1.                | Резултат       | 2.                | 3.      | 4.      | 5.      |        |        |
| ------------------- | ----------------- | -------------- | ----------------- | ------- | ------- | ------- | ------ | ------ |
| 24. 11. 2021. 20:00 | Партизан Сокербет | 3 : 0 Извештај | Војводина НС семе | 25 : 22 | 27 : 25 | 25 : 15 |        |        |
| 7. 12. 2021. 17:30  | Војводина НС семе | 3 : 0 Извештај | Партизан Сокербет | 25 : 20 | 25 : 22 | 35 : 33 |        |        |

- Партизан Сокербет се на основу бољег поен количника пласирао у финале.[9]

## Финале
Домаћин финала Купа Србије у обе конкуренције по трећи пут је био Лајковац, а утакмице су одигране у тамошњој Хали спортова. Оба финална сусрета директно је преносио РТС 2.
Одбојкаши Партизан Сокербета су у финалу савладали ривале из пожаревачког Младог радника. Партизану је ово био укупно осми трофеј у националном купу, а први откад то такмичење носи назив Куп Србије. За најкориснијег играча финала изабран је Новица Бјелица, средњи блокер победничке екипе.
| Датум и време     |                   | Резултат       |              | Сетови  | Сетови  | Сетови  | Сетови  | Сетови |
| Датум и време     | 1.                | Резултат       | 2.           | 3.      | 4.      | 5.      |         |        |
| ----------------- | ----------------- | -------------- | ------------ | ------- | ------- | ------- | ------- | ------ |
| 6. 3. 2022. 16:30 | Партизан Сокербет | 3 : 1 Извештај | Млади радник | 25 : 17 | 23 : 25 | 25 : 15 | 25 : 22 |        |

| Победник Купа Србије у одбојци 2021/22. |
| --------------------------------------- |
| ОК Партизан 1. титула                   |